# Kjóbasi (Oszaka)
Kjóbasi (京橋; Hepburn: Kyōbashi) kereskedelmi negyed a Kjóbasi állomás körül Oszaka Dzsótó-ku és Mijakodzsima-ku városrészében, az oszakai várkastélytól északra. A negyed nevének jelentése „a főváros hídja”, melyet az egykoron Kiotóba vezető hídról kapott. A terület manapság számos izakajának és love hotelnek ad helyet.

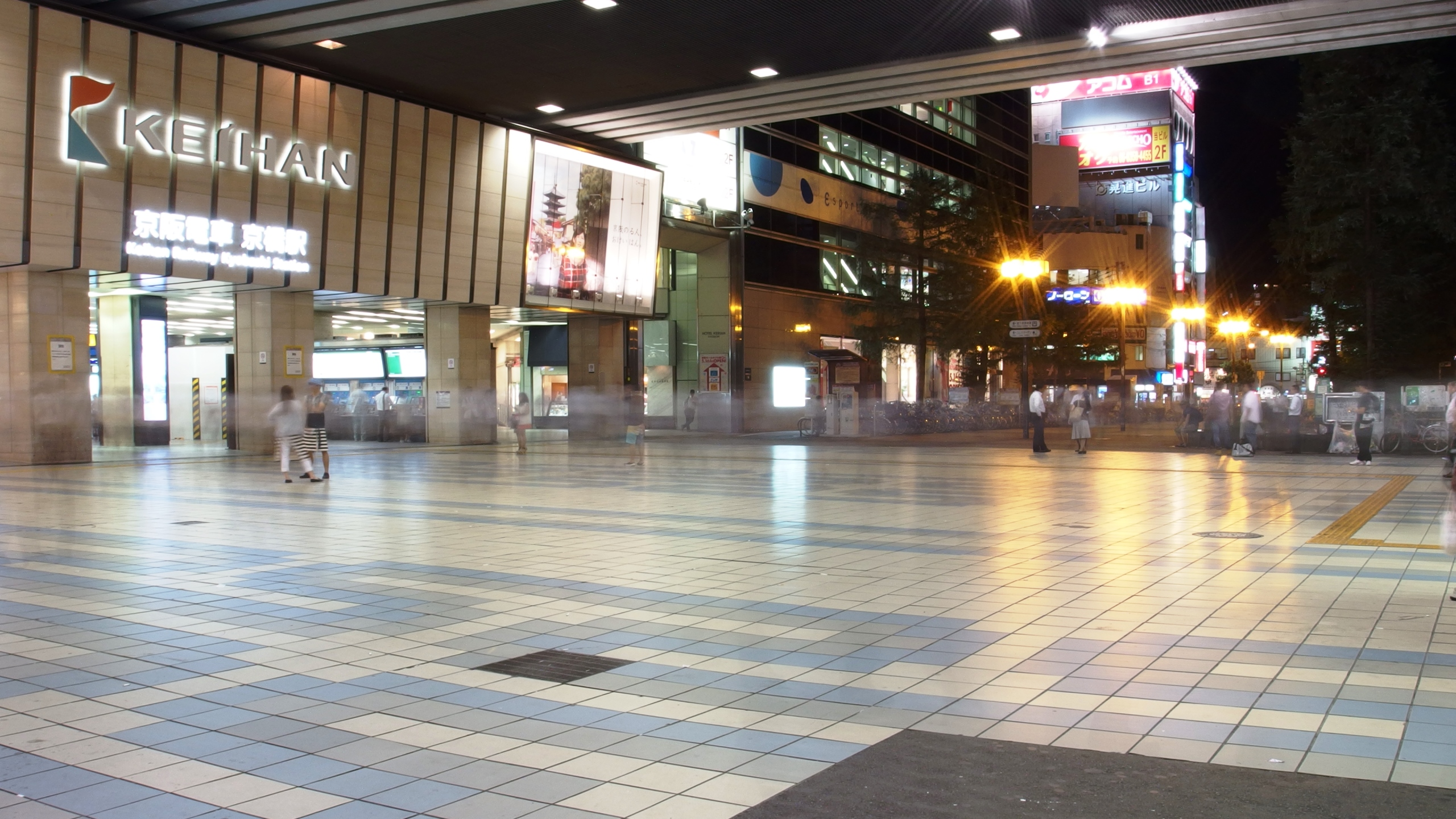
A kjóbasi állomás előtti tér
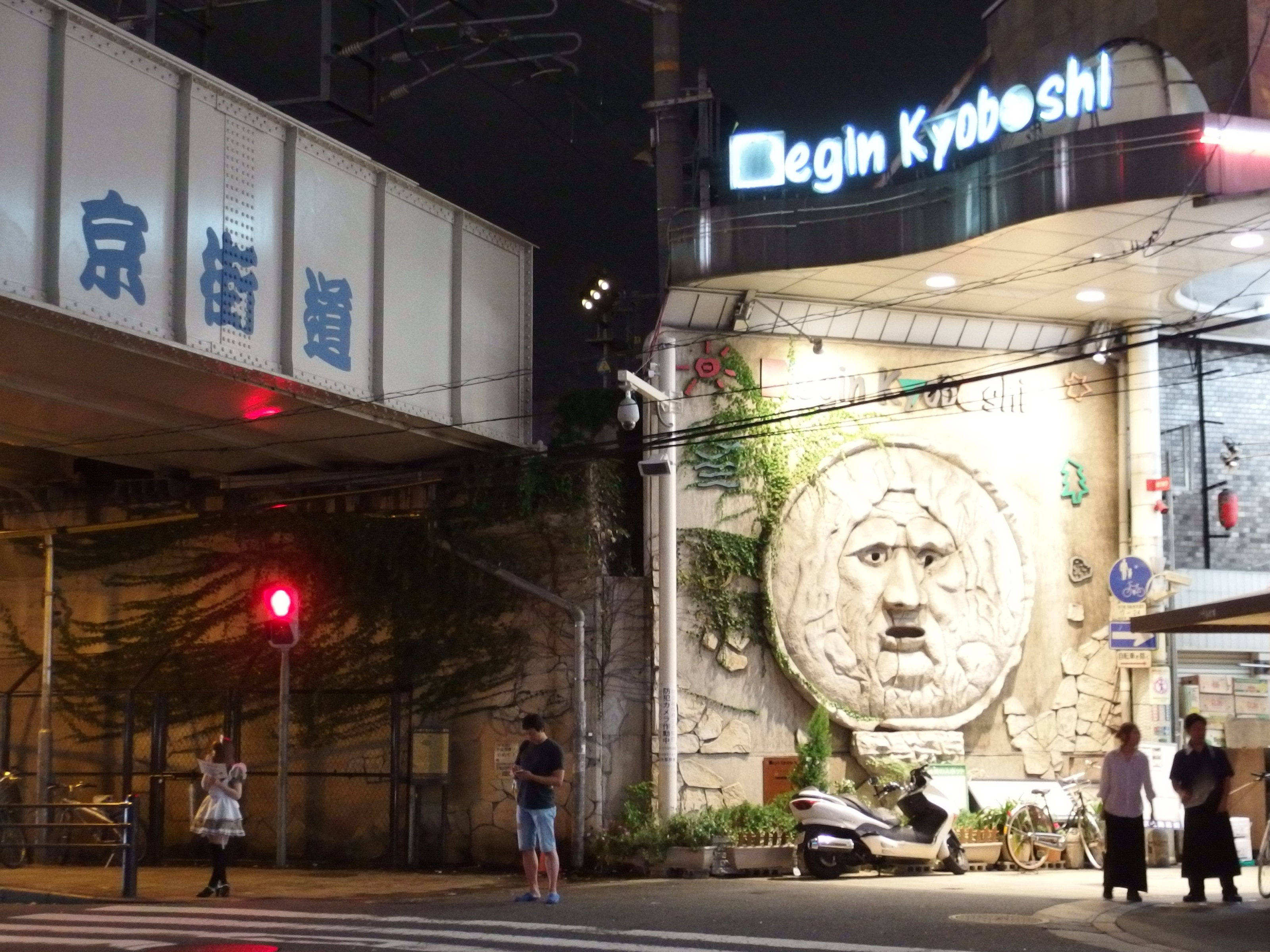
A Begin Kyobashi épületénél található Igazság szája
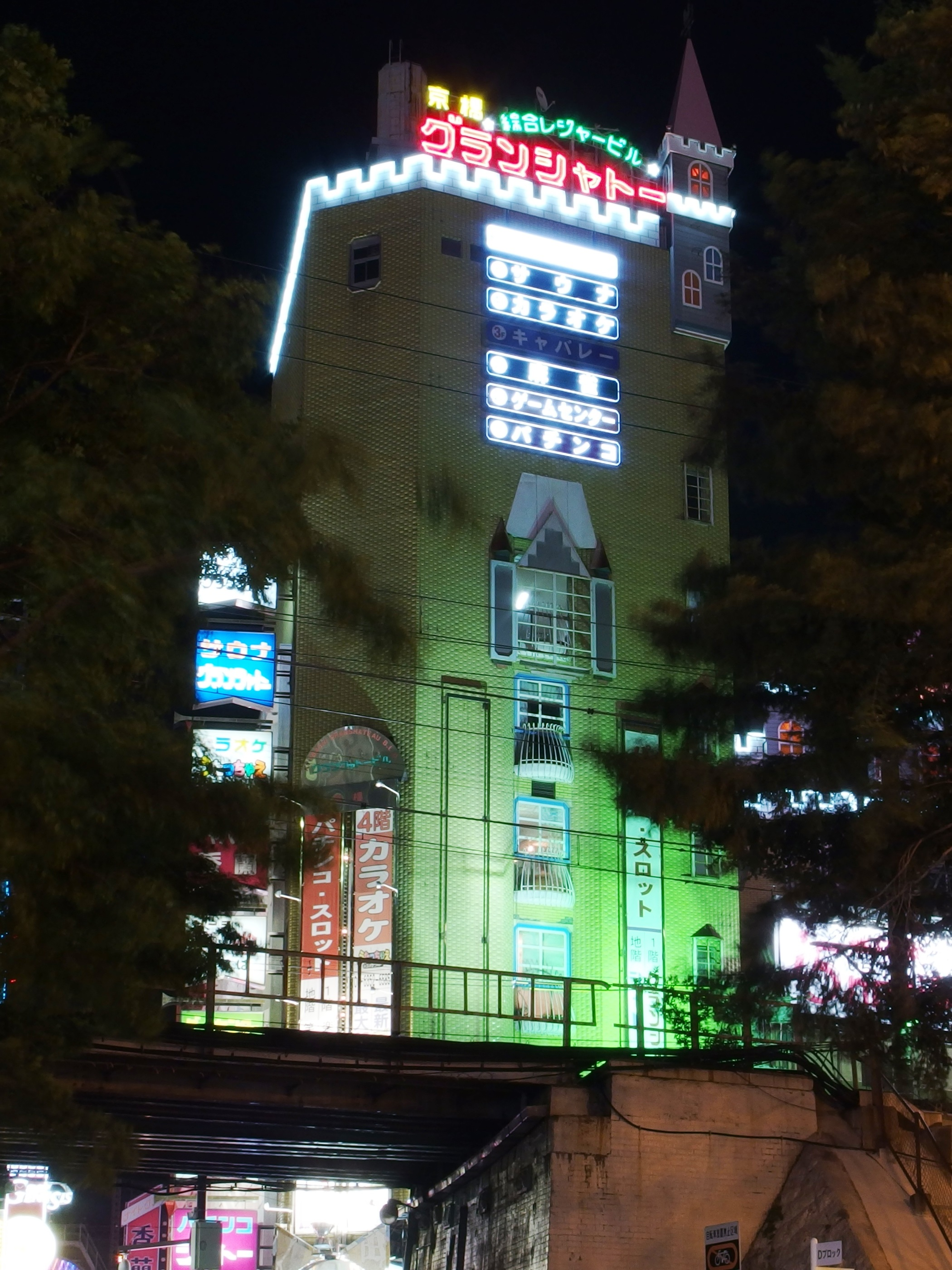
Kyobashi Grand Château
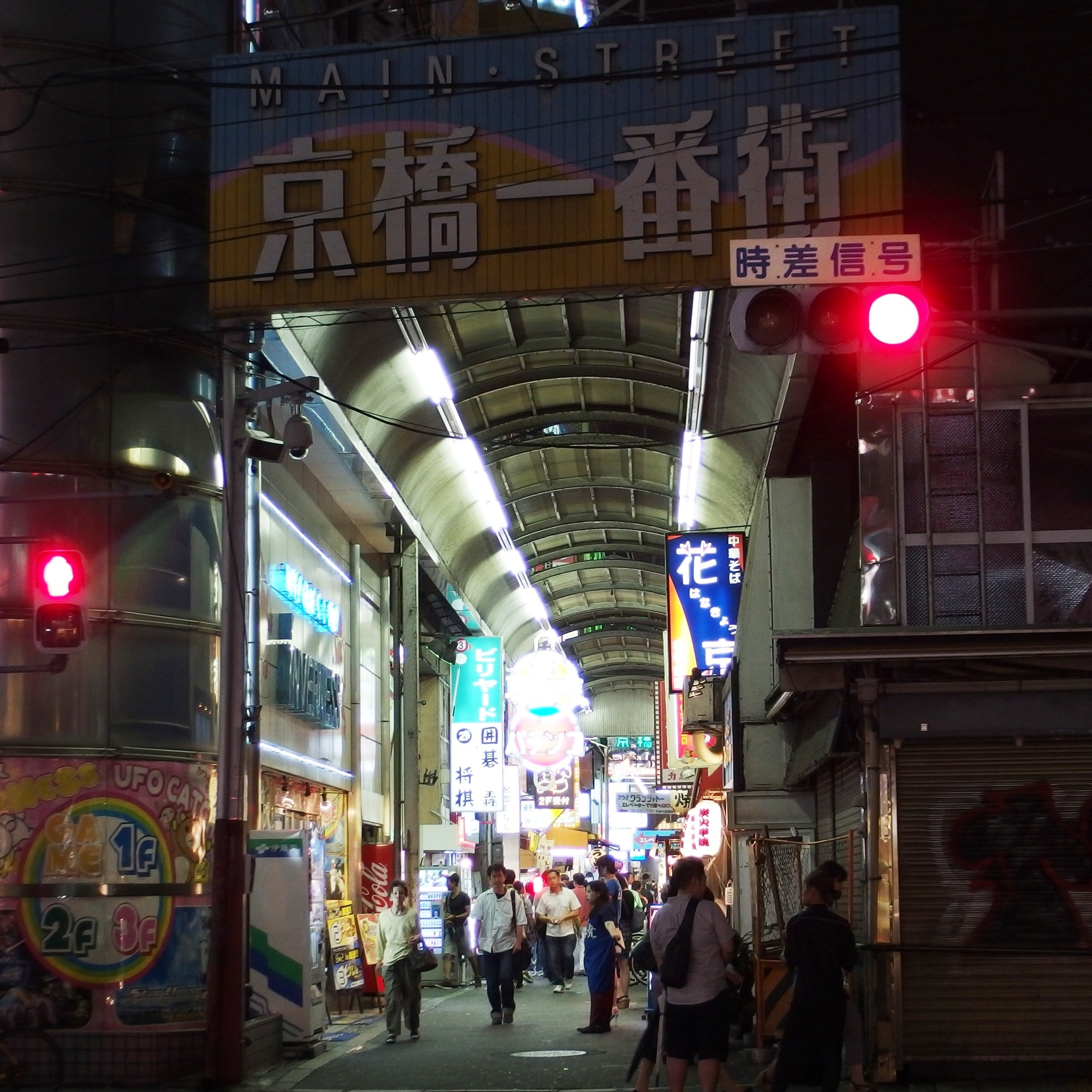
Kjóbasi főutca
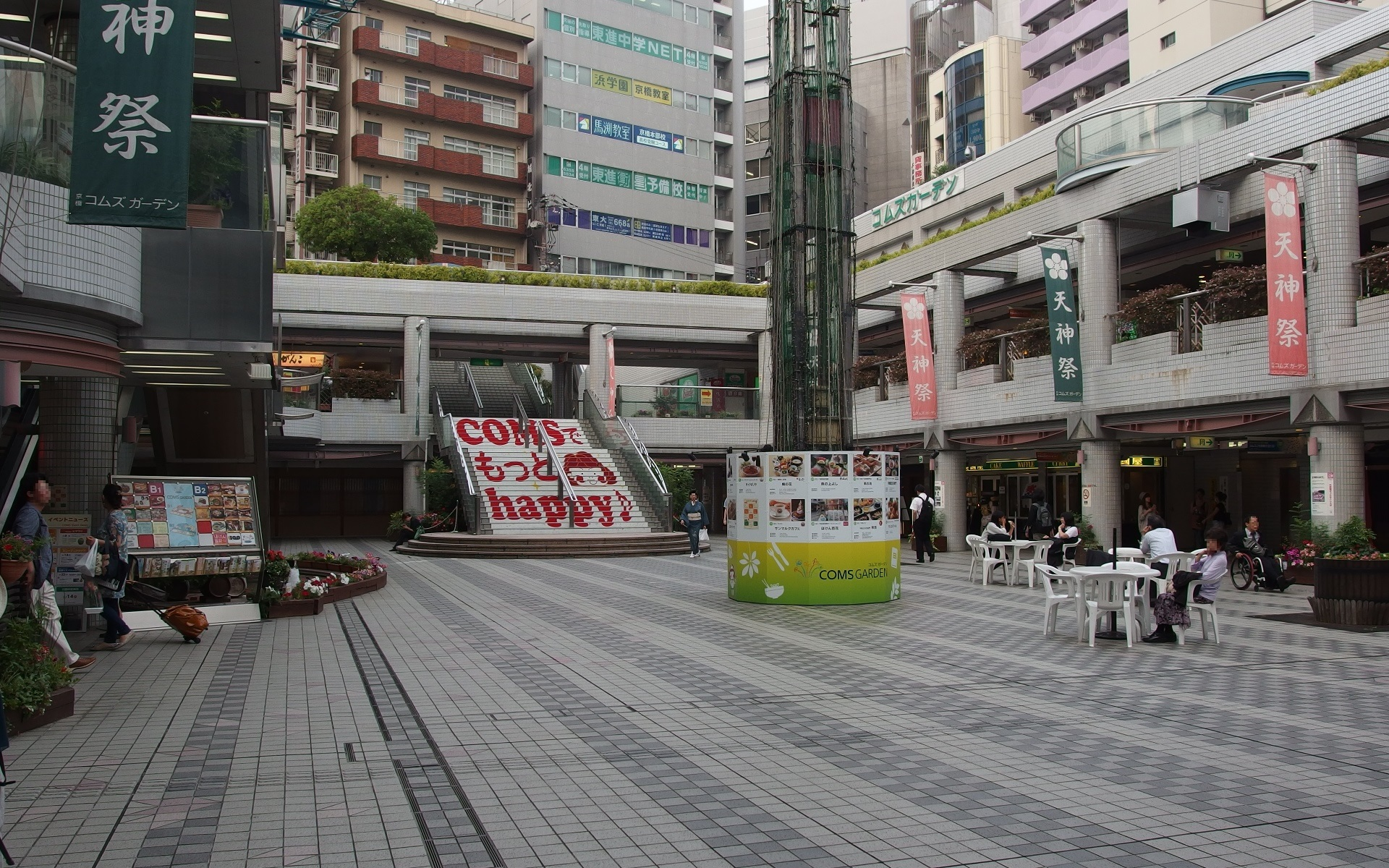
COMS Garden
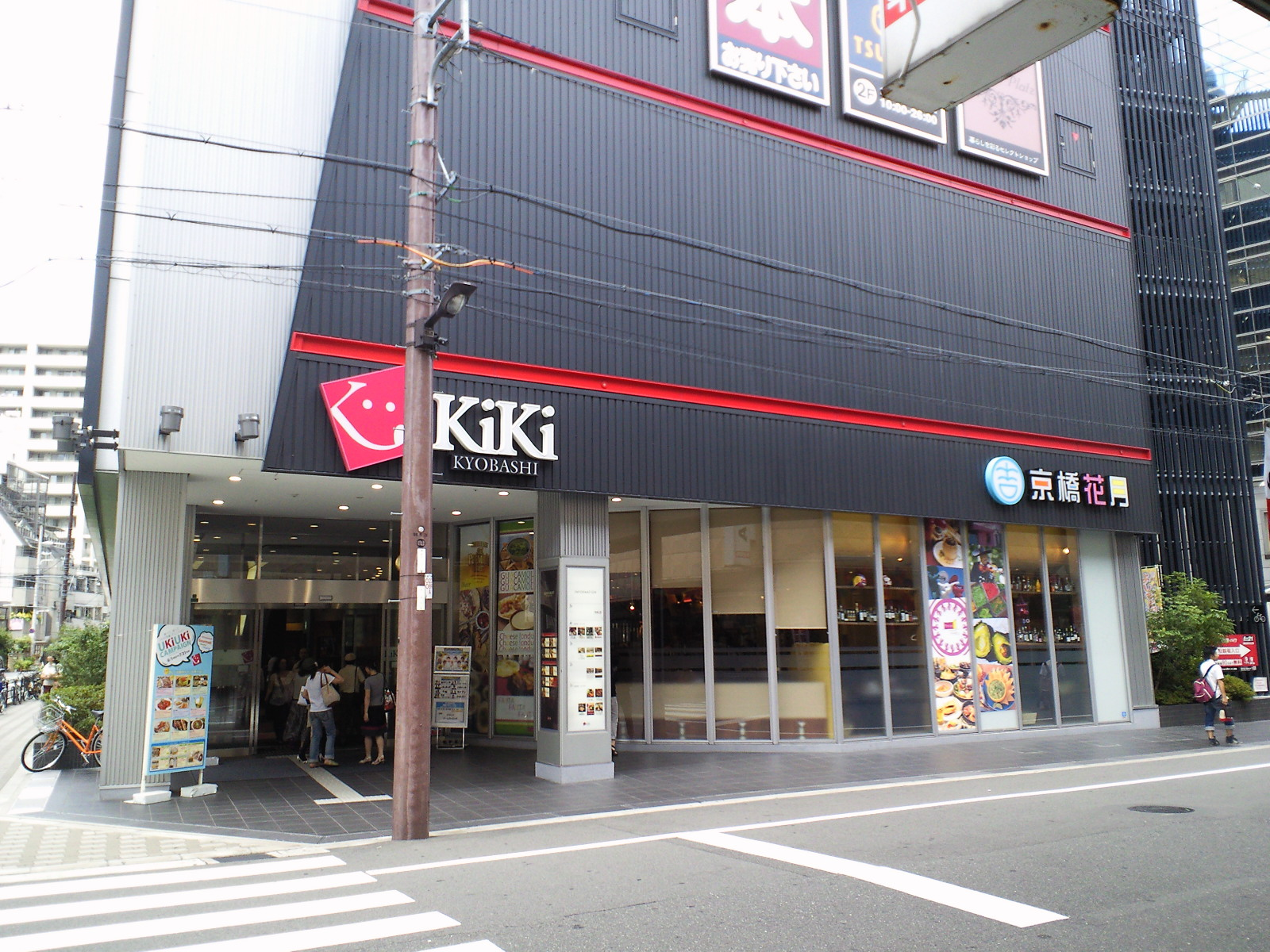
KiKi Kyobashi
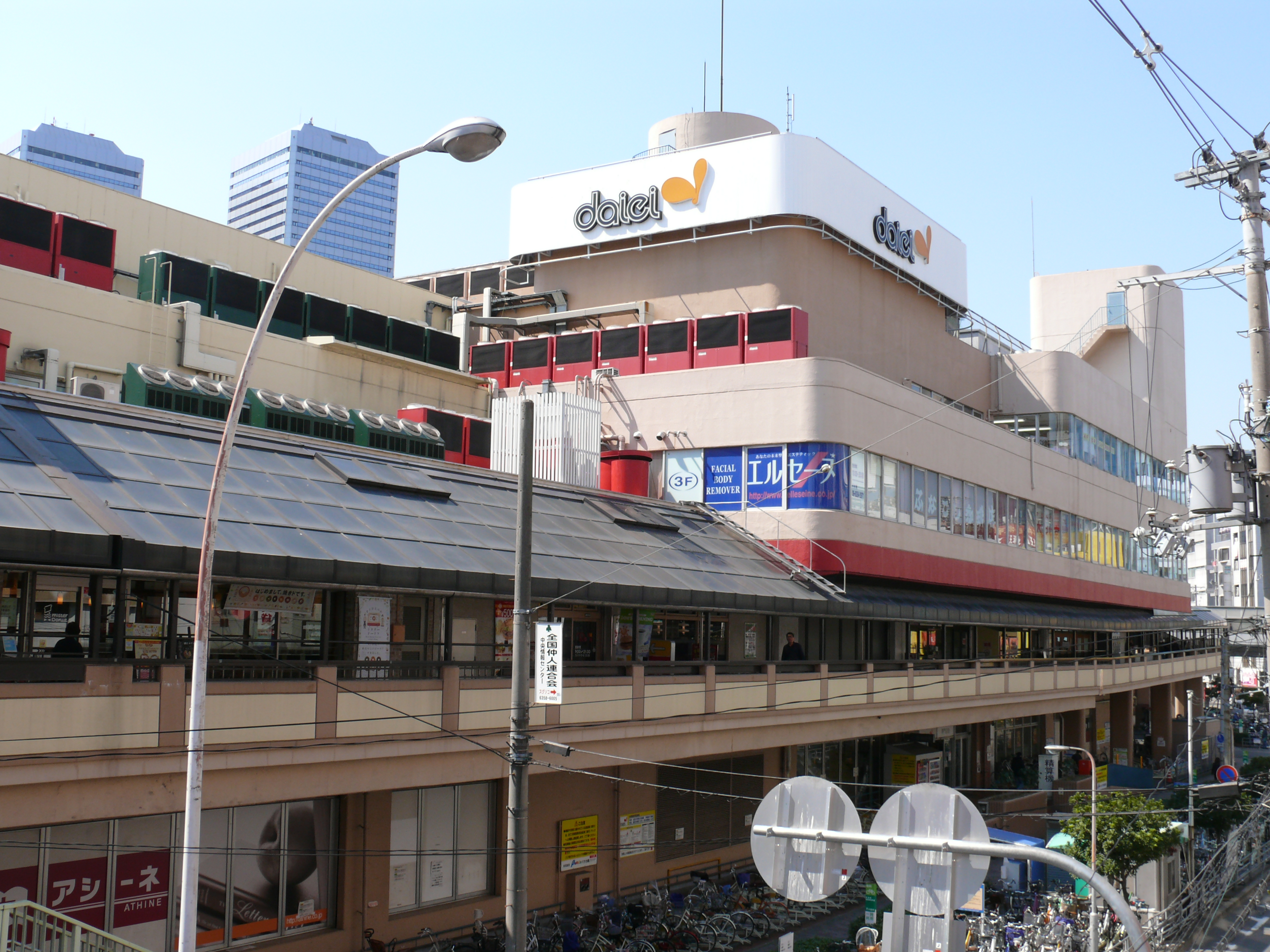
Æon Kyobashi
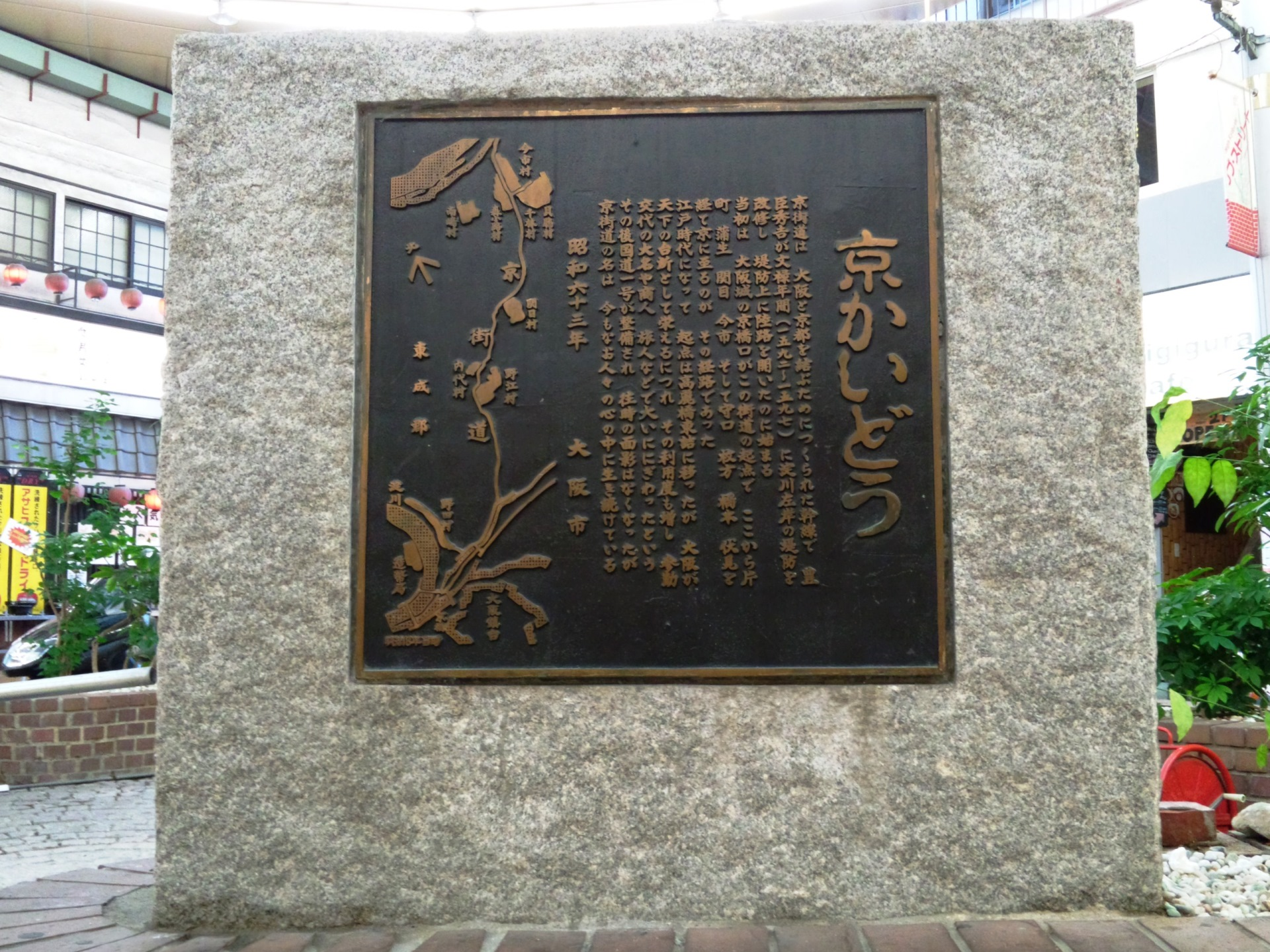
Kjókaidó-emlékmű